# Algis Ignatavicius
Algimantas Ignatavicius, detto Algis (Kaunas, 11 ottobre 1932 – 16 maggio 2022), è stato un cestista lituano naturalizzato australiano.

## Carriera
Con l'Australia ha disputato le Olimpiadi del 1956, segnando 81 punti in 7 partite.